# Катлего Мфела
Катлего Абель Мфела (англ. Katlego Mphela, нар. 29 листопада 1984, Брітс, ПАР) — південноафриканський футболіст, нападник «Мамелоді Сандаунз» та національної збірної ПАР.

## Клубна кар'єра
Катлего Мфела виступав за місцеві дитячо-юнацькі команди своєї провінції, а згодом цього перспективного юнака запросили до відомої в південній Африці футбольної академії «Джомо Космос», там цього перспективного гравця запримітили європейські скаути. І вже в наступному сезоні 2004 року Катлего підписав свій повноцінний контракт з французьким «Страсбургом», але закріпитися в основі він не зумів, тому постав перед вибором — сидіти на заміні чи спробувати себе в іншій команді. І вже 2005 рік провів в оренді в «Реймсі», але й тут йому не вдалося показати свої здібності, тому він вирішив повернутися додому. Спочатку то був «Суперспорт Юнайтед», в якому він за два сезони зумів закріпитися в основі й, що найголовніше, почав забивати голи, а вже з 2008 року Мфела грає в «Мамелоді Сандаунзі», де забивав, щонайменше, по м'ячу на дві гри.
Учасник фінальної частини 19-ого Чемпіонату світу з футболу 2010 в Південно-Африканській Республіці, лідер й капітан команди тої епохи.